# Ínal al-Ajrud
Al-Màlik al-Àixraf Sayf-ad-Din Abu-n-Nasr Ínal (o Àynal) al-Ajrud al-Alaí adh-Dhahirí an-Nassirí —àrab: الملك الأشرف سيف الدين أبو النصر إينال (أينال) الأجرود العلائي الظاهري الناصري, al-Malik al-Axraf Sayf ad-Dīn Abū n-Naṣr Īnāl (o Aynāl) al-Ajrūd al-ʿAlāʾī aẓ-Ẓāhirī an- Nāṣirī—, més conegut simplement com al-Àixraf Ínal o com Ínal al-Ajrud (1380 - 26 de febrer de 1461), soldà mameluc de la dinastia burjita (1453 - 1460). El seu malnom, al-Ajrud, fa referència al tipus de barba que el caracteritzava.
Fou comprat com esclau el 1397 per un mercader de nom Ala al-Din, portat al Caire i venut al sultà Barquq i enrolat en el cos de mamelucs del sultà. Quan va pujar al tron el sultà al-Nasir Nasir al-Din Fàraj (1399) fou transferit a aquest sultà fins al 1421 quan el sultà al-Muzaffar Ahmad (fill i successor d'al-Muayyad Sayf al-Din Tatar el va nomenar capità de 10. Després sota al-Ashraf Sayf al-Din Barsbay (1422-1437) for promogut al grau d'amir al-tabakhana, i després al de rais nawba; el 1427 va ascendir a amir arbain i rais nawba al-thani i l'any següent fou nomenat naib de Gaza.
El 1433 va participar en la campanya militar del sultà contra els aq qoyunlu de Kara Yuluk Uthman Beg a la zona d'Amida. Aquesta ciutat fou defensada enèrgicament per Murad, fill de l'emir Kara Yuluk Uthman i els atacants foren rebutjats. Poc després Inal fou enviat com naib de Ruha (Edessa) amb grau d'amir amia takdima alf bi l-diyar al-Misriyya i va participar en diversos combats secundaris contra els aq qoyunlu fins al 1436.
El 1437 fou nomenat naib de Safad. El 1439 el sultà Adh-Dhàhir Jàqmaq (1438-1453) el va cridar al Caire i el va nomenar mukaddam i el 1442 dawadar en cap. Va participar en les campanyes contra Rodes del 1442 i del 1444 que es van saldar amb sengles fracassos. El 1450 va morir el atabeg al-asakir (amir al kabir) Yashbak al-Suduni i Inal el va substituir.
Mort Čakmak el 1453 es va enfrontar al seu fill i successor al-Mansur Fakhr al-Din Uthman per les donacions que calia fer als diversos grups de mamelucs; es van produir combats al carrer i Inal i els seus partidaris van ocupar van ocupar la Kalat al-Djabal (Fortelesa de la Muntanya) i fou nomenat sultà per una assemblea en la qual hi havia el califa abbàssida del Caire i els quatre kadi l-kudat amb el títol d'al-Malik al-Ashraf Sayd al-Din. Va dispersar als mamelucs reials formats pels seus antecessors, va nomenar als llocs claus a mamelucs anomenats alais (nisba portada per haver estat comprats pel comerciant Ala al-Din) i va suprimir diversos tribunals. Poc després va enviar a un dels mamelucs, el amir al-akhar de nom Barsbay, al sultà otomà Mehmet II, en resposta a una ambaixada otomana que havia comunicat la conquesta de Constantinoble.
El 1454 va intervenir a l'emirat de Dhu l-Kadr on va impedir que Fayyad Beg es proclamés com a emir a Elbistan, i va ratificar en el tron a Suliman Dhul-Kadr. El 1455 va esclatar un motí entre grups rivals de mamelucs al Caire però el va poder dominar; el califa al-Kaim, considerat un dels instigadors de l'afer, fou deposat i substituït per son germà al-Mustandjid.
No va escoltar al karamànida Ibrahim II que l'advertia contra el sultà otomà Mehmet II i va enviar a aquest una ambaixada per confirmar les bones relacions i a un exèrcit contra Karaman que havia fet moviments expansius a Cilícia. Aquest exèrcit estava dirigit pel general Khoskhadam i va ocupar quatre fortaleses, incendiant Laranda de Licaònia. Això va provocar critiques al govern d'Inal dins d'Egipte (1456). Acabada la campanya de Cilícia, Khoskhadam fou enviat en campanya contra Uzun Hasan que estava assetjant Malatya (1457).
El 1458 va morir el rei de Xipre Joan II, un tributari dels mamelucs i el va succeir la seva filla Carlota amb Lluís de Savoia com a corregnant. Jaume de Nicòsia, fill bastard de Joan II i bisbe de Nicòsia, es va sentir amenaçat i va fugir a Egipte. Encara que la noblesa de l'illa era favorable a Carlota, el poble donava suport a Jaume, que va trobar també suport a Egipte entre diversos amirs mamelucs. Ambaixadors de les dues parts van anar al Caire on Inal va donar suport a Jaume i el va proclamar rei, enviant-lo a l'illa amb una flota egípcia de suport, que va desembarcar a Nicòsia que va ocupar. Carlota va resistir a Cherines (Kalat Sharina) que els egipcis no van poder ocupar després de repetits atacs i de patir fortes pèrdues; poc després l'exèrcit egipci va retornar al seu país (1460)
Va morir el 1461 quan tenia uns 80 o 81 anys. Va deixar dos fills i dues filles; el fill gran el va succeir sota el nom d'al-Màlik al-Muàyyad Xihab-ad-Din Àhmad, però fou deposat al cap de quatre mesos pel general adh-Dhàhir Sayf-ad-Din Khúixqadam.